# Elias Gottlob Haussmann
Elias Gottlob Haussmann (também grafado como Haußmann ou Hausmann; Gera, 1695 – Leipzig, 11 de abril de 1774) foi um pintor alemão do período barroco tardio. Haussmann serviu como pintor da corte de Dresden, e de 1720 como o retratista oficial em Leipzig. Ele é conhecido principalmente por seu retrato de Johann Sebastian Bach, que foi pintado em 1746.

## Biografia e carreira
Haussmann foi o primeiro aluno de seu pai, Elias Haussmann (1663-1733), que era do pintor da Corte de Hesse. Haussmann foi do serviço real de Hesse, como mencionado em setembro de 1717 em uma carta de recomendação do Príncipe Ernst Ludwig de Hesse-Darmstadt como "nosso filho de pintor da corte". O príncipe permitiu-lhe uma viagem de estudos pela Alemanha, onde conheceu o retratista Francesco Carlo Rusca de Lugano. Haussmann também se reuniu com o pintor da corte de Dresden, Adam Manyoki, que escreveu favoravelmente sobre ele.
A partir de 1720 Haussmann foi o retratista oficial da cidade de Leipzig, mas deixou a cidade em 1722, provavelmente por causa de divergências com o Malerinnung (chefe dos pintores) de Leipzig. Haussman e o Malerinnung discordaram em 1729 e 1742. Estas disputas são também aceitas como um dos motivos para que Manyoki revogasse sua recomendação.

Em 1723, Haussmann foi nomeado pintor da corte para o Eleitor da Saxônia. Em 1725 retornou a Leipzig e em 1726 assumiu a clientela de seu predecessor, começando por um retrato de JH Linke. Em 1760, ele e sua escola foram substituídos por Gottlob Ernst e Anton Graff. Haussmann foi também, por muito tempo, pintor do clero protestante.

## Obra

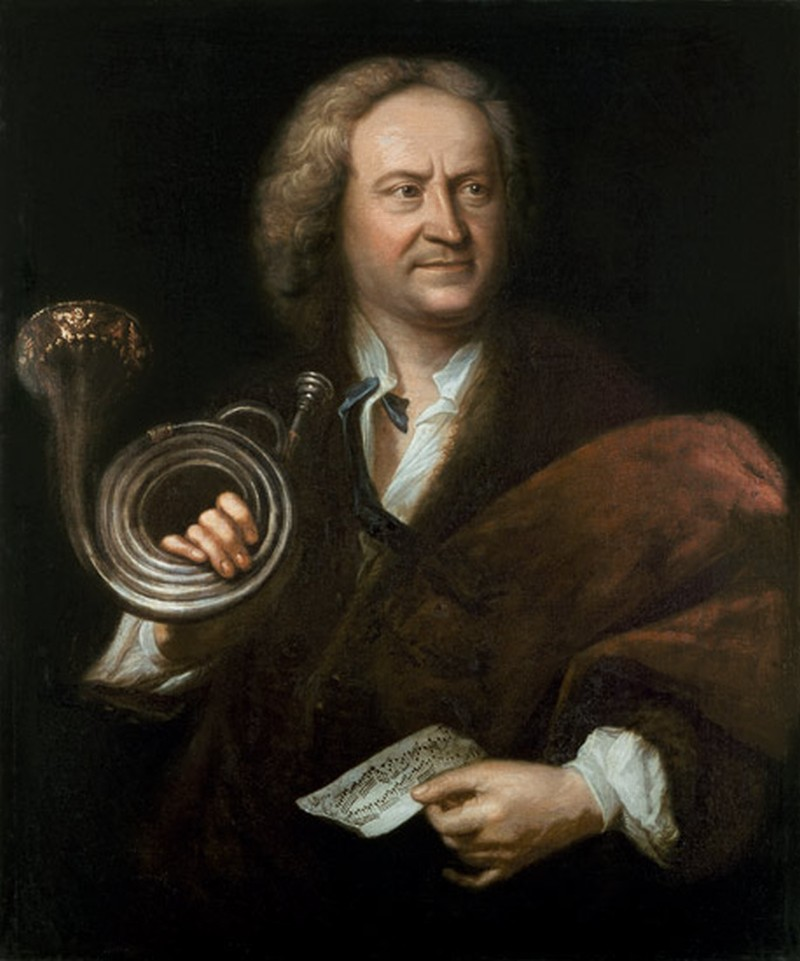
Gottfried Reiche
Pintura a óleo por Elias Gottlob Haussmann 1726

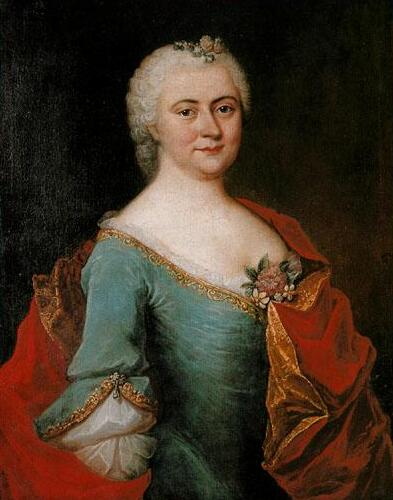
Gottschedin
Pintura a óleo por Elias Gottlob Haussmann c. 1750

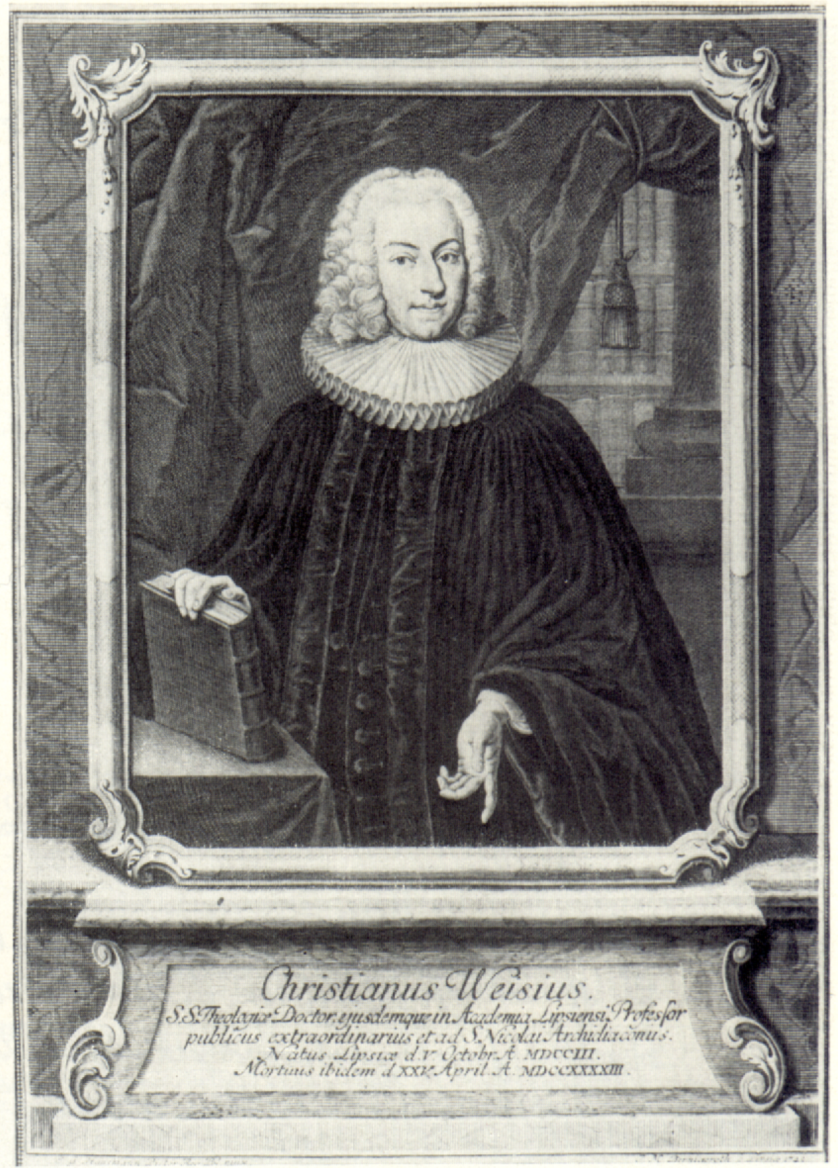
Christian d. J. Weisius, Archdeaconn
Gravura feita em 1743
por Elias Gottlob Haussmann

O museu histórico da cidade de Leipzig, onde o retrato de Bach está, também possui várias outras pinturas a óleo de Haussmann e uma série de gravuras em cobre. A maioria das pinturas de Haussmann pode ser facilmente atribuídas a ele, pois as assinou regularmente, no verso, com nome e data.
Os primeiros retratos de Haussmann, como o do Imperador Gottfried, apresentavam cuidadosa técnica, um elevado nível de detalhe e expressões emocionais realistas. Mais tarde, por outro lado, muitos retratos possuem características típicas de imagens em série, especialmente nos anos após 1760, eles mostram o mesmo nível e muitas vezes representam a mesma atitude, há roupas idênticas e nas mesmas cores, dentro de uma série de retratos de funcionários da corte.
As pinturas a óleo de Haussmann e um grande número de número de cópias mostram uma seção transversal da camada de liderança da burguesia de Leipzig a partir dos campos da política, da administração judicial, da igreja, das empresas (especialmente o comércio e o artesanato), da ciência e da arte.
Os exemplos incluem:
- Gottfried Wilhelm
- Kaspar Richter
- Johann Jakob Mascov
- Gottlieb Gauditz
- Christian d. J. Weisius
- Johann Zacharias
- Johann Heinrich
- Christian Gottfried Moerlin
- August Friedrich Müller
- Johann Sebastian Bach
- Gottfried Reiche

### Retrato de Johann Sebastian Bach
O original foi pintado em 1746, mas foi danificado ao longo do tempo por restauros mal executados, e que se encontra desde 1913 no Museu da História de Leipzig.[carece de fontes?]
Em 1748, Haussmann fez uma cópia. Após a morte de Bach, em 1750, o retrato foi herdado pelo seu filho C. P. E. Bach. No início do século XIX passa para a posse dos Jenke de Breslau, hoje Wrocklaw, Polónia, família judaica que se mudaria na década de 1930 para Inglaterra, escapando ao terror nazi. Temendo pela segurança da sua colecção durante a II Guerra Mundial, Walter Jenke entregou o quadro aos Gardiner, que o mantiveram protegido numa propriedade rural em Dorset. Em 1952 foi comprado em leilão por William Scheide, um filantropo americano, membro do corpo directivo da Fundação Arquivo de Bach de Leipzig. Após a sua morte em 2014 aos 100 anos de idade e por vontade testamentária, a obra será exposto no Museu Bach de Leipzig.

## Outras leituras
1. Gurlitt, Cornelius. Descriptive representation of the earlier works of art and monuments of the Kingdom of Saxony. [S.l.: s.n.]
2. Sigismund, Ernst (1929). The painter of portraits E. Bach G. Haussmann, a Gedenkblatt. Illustrated magazine for Culture, Science and Transportation. Leipzig: [s.n.]
3. The portrait painter Elias Gottlob Haussmann and his time: the Bach - portraits. Magazine for art. 4. [S.l.: s.n.] 1950. pp. 126–135
4. Thieme, Ulrich; Felix Becker (1907–1947). General lexicon of visual artists from antiquity to the present. 1–36. Leipzig: [s.n.] 
5. Wustmann, Gustav (1907). «The Leipziger Kupferstich in 16th, 17th And 18 Century». New Year's leaves the library and the archives of the city of Leipzig. III. [S.l.: s.n.]